# Augustin Lemercier
Pour les articles homonymes, voir Lemercier.
Augustin-Louis, comte Lemercier, est un militaire et homme politique français né le 22 février 1787 à Saintes (Saintonge) et décédé le 4 mai 1864 à Paris.

## Biographie
Fils de Louis-Nicolas Lemercier et gendre de François-Marie-Honoré-Laudoald Aubert, Augustin Lemercier sert dans les pages de Napoléon Ier et devient capitaine de hussards. Il est mis à la retraite après Waterloo. 
Il est député de l'Orne de 1827 à 1830, siégeant dans l'opposition à la Restauration. Il est l'un des signataires de l'adresse des 221 en 1830. Il est de nouveau député de l'orne de 1831 à 1842, soutenant le régime de la monarchie de Juillet. Battu en 1842, il devient pair de France de 1845 à 1848. Rallié au Second Empire, il est sénateur de 1852 à 1864.

## Distinctions
- Médaille de Sainte-Hélène
- Commandeur de la Légion d'honneur

## Sources
- « Augustin Lemercier », dans Adolphe Robert et Gaston Cougny, Dictionnaire des parlementaires français, Edgar Bourloton, 1889-1891 [détail de l’édition]